# Unie Hrdosti, Aktivity, Vlastenectví, Empatie a Lidskosti 2017
Unie Hrdosti, Aktivity, Vlastenectví, Empatie a Lidskosti 2017 (zkratka Unie H.A.V.E.L.17) je české středové politické hnutí. Bylo založeno 9. srpna 2017 Vladimírem Havlem Šedivým. Před volbami do PSP ČR v roce 2017 hnutí uvádělo, že je pro NATO a EU, ale zdůrazňuje nutnost „zachovávat národní suverenitu“ a rovněž bylo pro povinnou vojenskou službu.
Kandidovalo ve volbách do PSP ČR v roce 2017, kde kandidovalo pouze v Středočeském kraji a Praze. Ve volbách hnutí získalo 436 (0,00 %) hlasů a nedostalo se do sněmovny.

## Výsledky

### Poslanecká sněmovna
| Rok  | Hlasy | %    | Mandáty |
| ---- | ----- | ---- | ------- |
| 2017 | 436   | 0,00 | 0/200   |

### Zastupitelstva obcí
| Rok  | Hlasy | %    | Mandáty |
| ---- | ----- | ---- | ------- |
| 2018 | 178   | 0,00 | 0/61950 |